# MK울트라

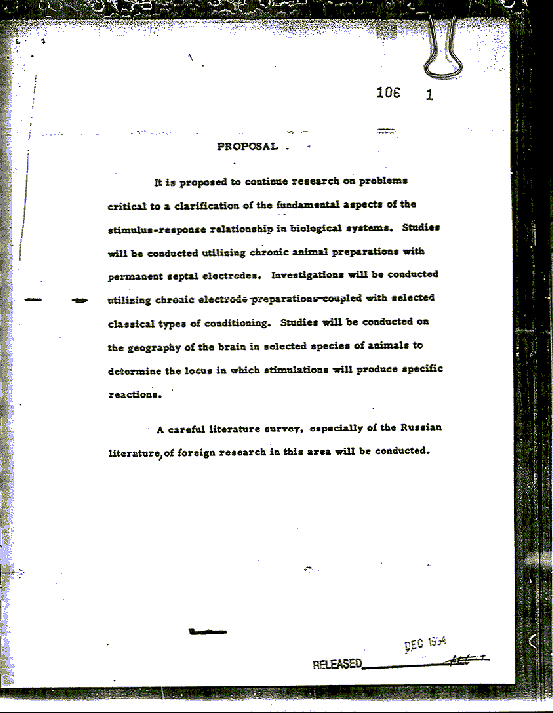
기밀이 해제된 MK울트라 관련 문서.

MK울트라(영어: Project MKUltra 프로젝트 엠케이울트라[*])는 미국 중앙정보국(CIA)가 비밀리에 수행하던 불법 인간실험을 가리키는 것이다. 실험의 목적은 취조 과정에서 대상자의 심리를 공격하기 위해 사용할 만한 약물을 특정하고 세뇌와 심리적 고문을 이용하여 강제로 자백을 이끌어내는 방법을 탐구하는 것으로 전해진다.
이 생체실험에는 마약류 사용뿐 아니라 전기충격, 최면, 심신상실, 성고문, 언어폭력을 포함한 여러 고문 등이 사용되었다. 1975년 처음 세상에 알려져 조사가 시작되었으나 이미 많은 자료의 파기 명령이 내려져 은닉된 상태였고, 이에 1977년 정보 자유법(Freedom of Information Act)에 따라 2만 건의 관련 자료가 공개되고 상원 청문회가 실시되었다. 1995년 미국 대통령 빌 클린턴이 1950년대 행정부를 대신해 공식 사과를 밝혔다.

## 같이 보기
- 미국의 비윤리적 인체 실험
- 731부대
- 분류:미국 중앙정보국의 활동